# Paus
Paus é um dos quatro naipes dos jogos de baralho. Seu símbolo (♣) se assemelha a um trevo, arvores, ou uma ponta de lança. Assim, o naipe é referido por variantes desses termos em variadas línguas, com o português ainda derivando de um dos termos do baralho espanhol ("paus", se referindo a bastões).

## Exemplos de cartas

Ás
2
3
4 (Zap)
5
6
7
8
9
10
Valete
Dama
Rei